# Netelia dimidiata
Netelia dimidiata là một loài tò vò trong họ Ichneumonidae.